# Isola dei Canguri
L'isola dei Canguri (in italiano talvolta anche isola Canguro, in inglese Kangaroo Island) è un'isola dell'Australia, la terza in estensione dopo la Tasmania e l'Isola di Melville.

## Geografia
Si trova 112 km a sudovest di Adelaide, all'ingresso del golfo di San Vincenzo, 13 km al largo di Cape Jervis, nello Stato dell'Australia Meridionale. È lunga 145 km e di larghezza variabile fra 900 m e 57 km, per un'area complessiva di circa 4.400 km². Il perimetro della costa è di 509 km e l'altitudine massima sull'isola è di 307 m. 

### Clima
L'inverno, fra giugno e settembre, è mite e umido; l'estate solitamente secca e moderatamente calda, con temperature massime che solo raramente superano i 35 gradi. Le temperature medie in agosto vanno da 13 a 16 gradi e in febbraio (il mese più caldo) variano fra 20 e 25. 2/3 delle precipitazioni sono fra maggio e settembre; il mese più umido è luglio.
- Temperatura media annua: 11,6 - 19,1 °C (52,9 - 66,4 °F)
- Temperatura media di gennaio: 14.9 - 23.6 °C (58,8 - 74,5 °F)
- Temperatura media di luglio: 8.4 - 14.6 °C (47,1 - 58,3 °F)
- Giorni con temperature sopra 30 °C (86 °F): 10,3
- Giorni con temperature sopra 35 °C (95 °F): 1,6
- Giorni con temperature sotto 2 °C (35.6 °F): 0,3
- Giorni con temperature sotto 0 °C (32 °F): 0,0
- Precipitazioni annuali: 485,1 mm (19,1 pollici)
- Velocità media annuale dei venti: 14,7 - 17,7 km/h (9,1 - 11,0 mp/h)

## Ambiente naturale

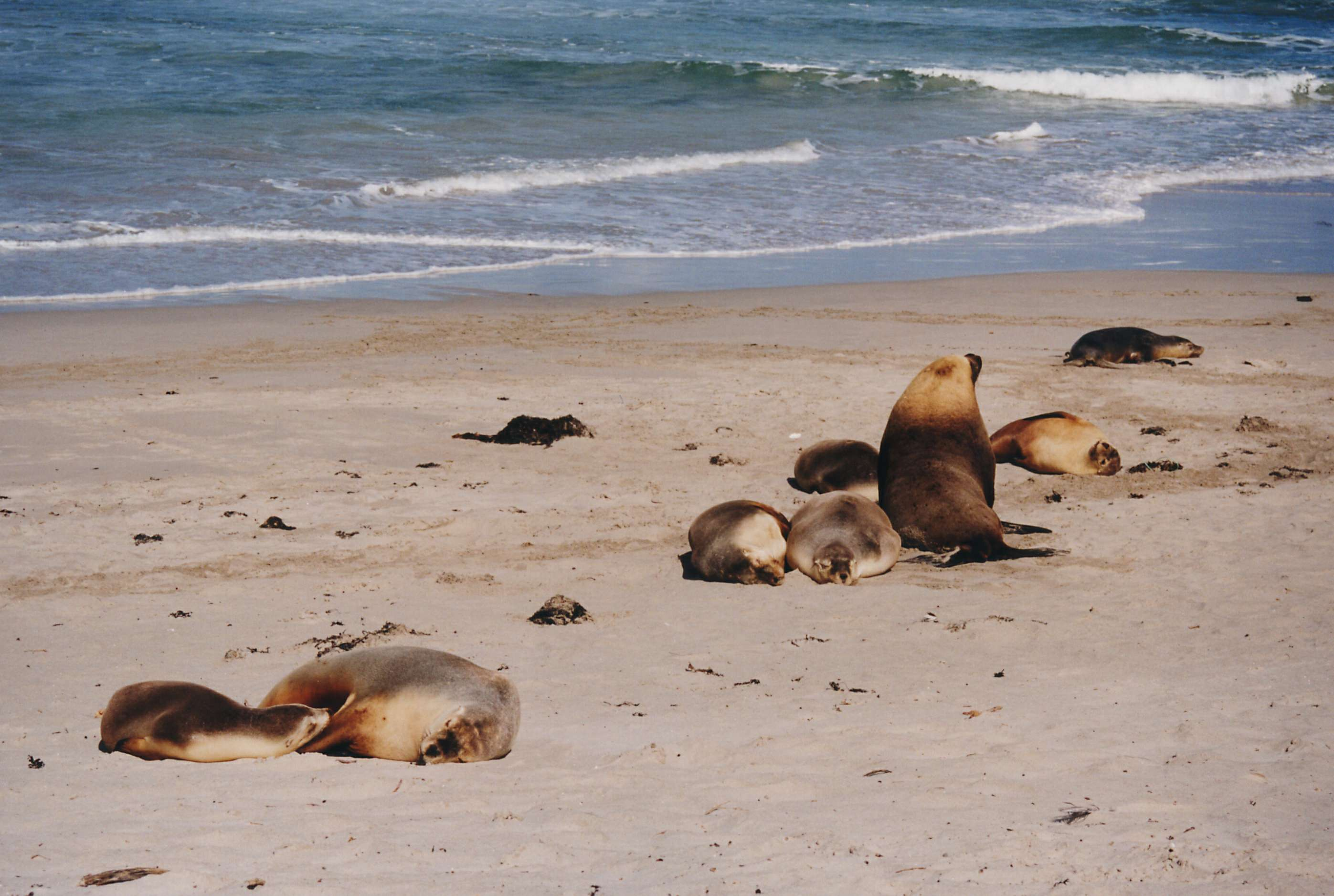
Leoni marini a "Seal Bay"

L'ambiente naturale è stato preservato in più di metà dell'isola. Un terzo circa appartiene a parchi nazionali e aree protette; fra quelli di particolare rilievo si possono citare:
- Flinders Chase National Park
- Seal Bay Conservation Park
- Cape Gantheaume Wilderness Protection Area
- Cape Bouguer Wilderness Protection Area
- Ravine des Casoars Wilderness Protection Area

La fauna dell'isola è in parte nativa e in parte importata nel contesto di piani di conservazione delle specie; non si sono diffuse, invece, le specie che infestano il continente, quali volpi e conigli. Fra le specie originarie dell'isola ci sono canguri, wallaby, leoni marini (l'isola ospita il 10% di tutti gli esemplari del mondo), aquile, echidna, opossum e diverse specie di pipistrelli e rane; fra quelle importate, notevole è la presenza di koala, ma si trovano nell'isola anche numerosi ornitorinchi. L'emù nano, nativo dell'isola, si estinse nei primi decenni del XIX secolo. Le acque e i fondali marini circostanti l'isola sono anch'essi ricchi di vita; fra le specie endemiche della zona si possono citare diverse specie di drago marino.

## Popolazione ed economia
L'isola ospita circa 4000 persone, un terzo delle quali vivono nella città principale, Kingscote. L'economia è basata sull'agricoltura, il turismo e la pesca. L'isola è nota per la produzione di vino e di un particolare miele: Kangaroo Island vanta di essere l'ultimo luogo al mondo in cui si trova la razza "pura" dell'ape ligure, importata sull'isola nel 1881.

## Turismo

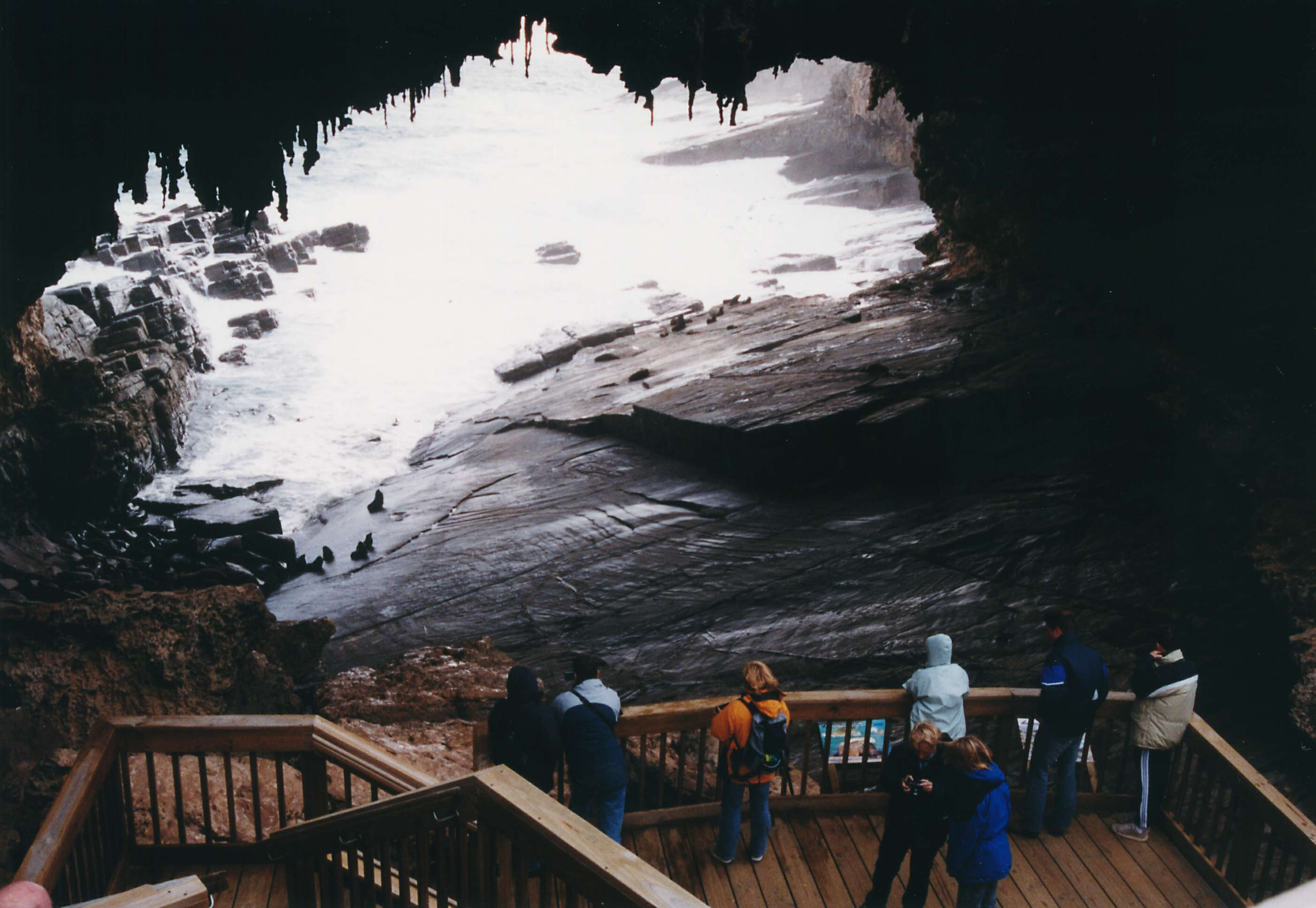
Admiral's Arch

L'isola dei Canguri è una tappa quasi obbligata negli itinerari turistici che si spingono nell'Australia del Sud. L'ufficio di informazioni turistiche si trova a Penneshaw. Fra le principali attrazioni turistiche dell'isola si possono citare:
- Seal Bay Conservation Park: una baia che ospita una grande colonia di leoni marini.
- Little Sahara: un piccolo deserto con grandi dune di sabbia, affacciato sull'oceano.
- Flinders Chase National Park: un parco nazionale ricchissimo di flora e fauna, all'interno del quale si trovano altre attrazioni come Cape du Couedic (un promontorio con un pittoresco faro eretto nel 1906 e una colonia di leoni marini della Nuova Zelanda), la spettacolare formazione rocciosa di Admiral's Arch, e Remarkable Rocks (un gruppo di rocce modellate in forme estremamente bizzarre dai fenomeni erosivi). Le Remarkable Rocks

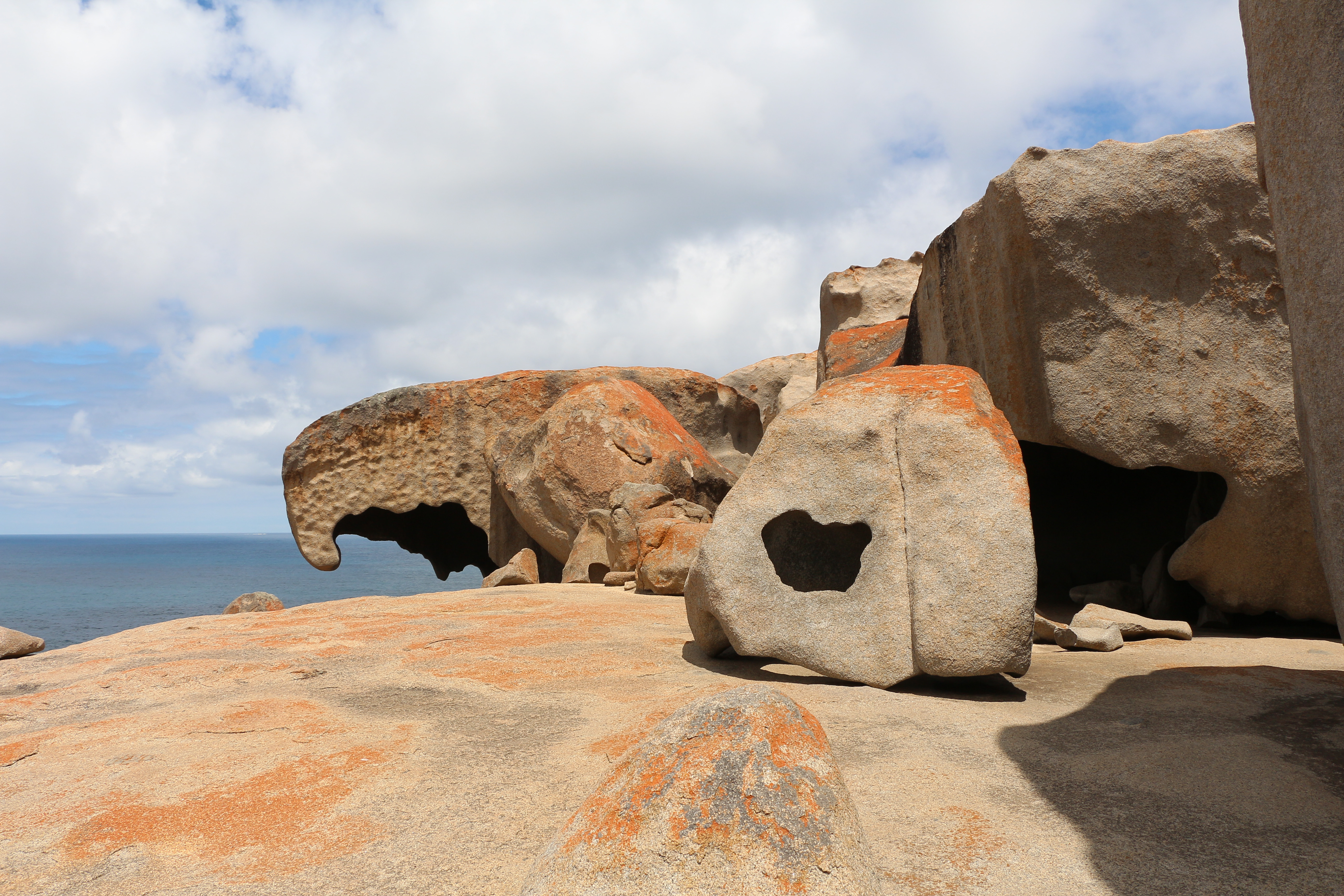
Le Remarkable Rocks

- Mount Thisby: una posizione elevata da cui si gode un panorama a 360 gradi sull'isola.
- Murray Lagoon: una laguna ricca di avifauna acquatica.

È possibile nuotare o fare snorkeling solo sulle spiagge settentrionali come Emu Bay, Stokes Bay o Snelling Beach. Le coste meridionali sono pericolose a causa delle forti correnti e della presenza di squali.

## Storia dell'isola
Kangaroo Island fu separata dal continente, da un innalzamento del livello marino, circa 10.000 anni fa. Il rinvenimento di utensili in pietra suggerisce che l'isola fosse occupata dagli aborigeni già 11.000 anni fa; tuttavia, oggi non vi sono aborigeni dall'isola e la loro scomparsa viene fatta risalire al 200 a.C.; le cause di tale scomparsa non sono note.
L'isola fu scoperta nel 1802 dall'esploratore britannico Matthew Flinders, che approdò sulla costa nord della penisola di Dudley e battezzò l'isola "Kangaroo Island". La colonizzazione avvenne fra il 1802 e il 1836 e fu iniziata da una comunità di cacciatori di foche che avevano rapito donne aborigene dalla Tasmania. La più grande città dell'isola, Kingscote, fu fondata il 27 luglio 1836, e fu il primo insediamento nell'Australia del Sud.
Nel gennaio 2020 l'isola è stata sconvolta da incendi che hanno interessato circa metà della sua superficie.